# Unfinished Sympathy
Unfinished Sympathy è un singolo del gruppo musicale britannico Massive Attack, pubblicato l'11 febbraio 1991 come secondo estratto dal primo album in studio Blue Lines.

## Descrizione
Sesta traccia dell'album, il brano ha visto la partecipazione vocale della cantante Shara Nelson, già apparsa nel precedente singolo Daydreaming.
Il brano è considerato un pilastro fondamentale del genere trip hop, così come della carriera del gruppo e appare costantemente in numerose classifiche dei migliori singoli di tutti i tempi. La canzone appare nella colonna sonora del film Sliver del 1993.

## Video musicale
Il videoclip, diretto da Baillie Walsh, è stato girato nel gennaio del 1991 lungo il West Pico Boulevard, tra S. New Hampshire Avenue e Dewey Avenue a Los Angeles, California. La cantante Shara Nelson cammina lungo il marciapiede, inconsapevole e noncurante delle persone che la circondano: ubriachi, gangster, ciclisti e i tre componenti dei Massive Attack (Robert Del Naja, Grant Marshall e Andrew Vowles). In un'intervista concessa a Melody Maker, il gruppo spiegò che solo una parte delle persone che compaiono nel video erano attori, mentre gli altri erano persone del luogo.
Il video ispirò il regista del videoclip Bitter Sweet Symphony dei The Verve, ove si vede il cantante del gruppo, Richard Ashcroft, camminare lungo un marciapiede senza mai spostarsi o fermarsi, urtando chiunque incontri e continuando a guardare dritto cantando "No change, I can't change, I can't change".

## Cover
Tina Turner ha realizzato una cover del brano per l'album Wildest Dreams del 1996. Un'altra reinterpretazione del brano è stata incisa dagli Hooverphonic, apparsa nel loro album dal vivo Hooverphonic with Orchestra.

## Tracce
Testi e musiche di Robert Del Naja, Andrew Vowles, Grant Marshall, Shara Nelson e Jonathan Sharp, eccetto dove indicato.
CD singolo (Regno Unito), 12" (Germania, Regno Unito, Stati Uniti)
1. Unfinished Sympathy (Paul Oakenfold Mix) – 5:18
2. Unfinished Sympathy (Paul Oakenfold Instrumental Mix) – 5:18
3. Unfinished Sympathy (Original) – 5:12
4. Unfinished Sympathy (Instrumental) – 4:08

7" (Australia, Francia, Germania, Regno Unito)
- Lato A

1. Unfinished Sympathy (Nelle Hooper 7" Mix) – 4:34

- Lato B

1. Unfinished Sympathy – 5:12

## Formazione
Musicisti
- Shara Nelson – voce
- Wil Malone – arrangiamento e conduzione strumenti ad arco
- Gavin Wright – leader

Produzione
- Massive Attack – produzione, missaggio
- Jonny Dollar – produzione, missaggio
- Jeremy Allom – assistenza tecnica

## Classifiche
| Classifica (1991) | Posizione massima |
| ----------------- | ----------------- |
| Belgio (Fiandre)  | 15                |
| Germania          | 17                |
| Nuova Zelanda     | 48                |
| Paesi Bassi       | 2                 |
| Regno Unito       | 13                |
| Svezia            | 40                |
| Svizzera          | 9                 |